# Getafe CF
Getafe Club de Fútbol (wym. /xeˈtafe/) – hiszpański klub piłkarski, z siedzibą w mieście Getafe na południowych przedmieściach Madrytu, założony w 1983 roku, w 2016 roku spadł do Segunda División. Jednak rok później wrócił do La Liga po wygranym dwumeczu barażowym z CD Tenerife.

## Informacje ogólne
- Oficjalna nazwa: Getafe Club de Fútbol, Sociedad Anónima Deportiva
- Adres: Av. Teresa de Calcuta, s/n. 28903 Getafe
- Miasto: Getafe
- Wspólnota autonomiczna: Madryt
- Kraj: Hiszpania
- Data założenia: 8 lipca 1983
- Główny stadion: Coliseum Alfonso Pérez
- Inna infrastruktura: Ciudad deportiva del Getafe
- Socios (członkowie klubu): 12 tys.
- Prezydent: Ángel Torres Sánchez
- Drużyna filialna: Getafe B
- Sezonów w Primera División: 20
- Sezonów w Segunda División: 7
- Najwyższe miejsce w Primera División: 5. (sezon 2018/19)
- Najniższe miejsce w Primera División: 19. (sezon 2015/16)
- Najwyższa wygrana u siebie: Getafe 5 – RCD Espanyol 0 (22-01-2006)
- Najwyższa przegrana u siebie: Getafe 1 – Real Madryt 5 (16-04-2016)
- Najwyższa wygrana na wyjeździe: RCD Espanyol 1 – Getafe 5 (20-05-2007)
- Najwyższa przegrana na wyjeździe: FC Barcelona 6 – Getafe 0 (12-03-2016)

## Trenerzy

### Wykaz trenerów na szczeblu pierwszoligowym
- do 2005 – Quique Sánchez Flores
- 2005–2007 – Bernd Schuster
- 2007–2008 – Michael Laudrup
- 2008–2009 – Victor Munoz
- 2009–2011 – Míchel
- 2011–2014 – Luis García Plaza
- 2014–2015 – Cosmin Contra
- 2015 – Quique Sánchez Flores
- 2015–2016 – Fran Escribá
- 2016 – Juan Esnáider
- 2016–2021 – José Bordalás

## Sukcesy
- Finalista Pucharu Króla (2): 2007, 2008
- Ćwierćfinalista Pucharu UEFA (1): 2008

## Stadion
Stadionem klubu jest Coliseum Alfonso Pérez, mieszczący się w Getafe (Madryt). Nazwany jest na cześć jednego z najsłynniejszych obywateli miasta, wychowanka Realu Madryt oraz piłkarza m.in. Realu Betis oraz FC Barcelony – Alfonso Péreza. Wybudowany został w 1998 roku i po kilku rozbudowach, może pomieścić 17 700 osób, lecz średnio na mecze przychodzi ok. 10 tys. osób.
Przed 1998 rokiem drużyna grała oraz trenowała na stadionie piłkarskim w dzielnicy Getafe – Las Margaritas, który ma pojemność o wiele mniejszą niż obecny.
200 metrów od Coliseum Alfonso Pérez mieści się Sportowe Miasteczko Getafe. Na jego terenie znajdują się 3 boiska piłkarskie oraz rozmaite zaplecze sportowe, na którym szkolone są drużyny Getafe Club de Fútbol.

## Stroje
Barwy domowego stroju mają swoje wytłumaczenie w początkowych latach klubu. W tym czasie piłkarze, w większości murarze i pracownicy budowlani trenowali w charakterystycznych niebieskich roboczych kombinezonach.

## Zawodnicy

### Obecny skład
Stan na 27 lutego 2025.
| Nr | Poz. | Piłkarz                                   |
| -- | ---- | ----------------------------------------- |
| 1  | BR   | Jiří Letáček                              |
| 2  | OB   | Dakonam Djene (kapitan)                   |
| 4  | OB   | Juan Berrocal                             |
| 5  | PO   | Luis Milla                                |
| 6  | PO   | Christantus Uche                          |
| 7  | PO   | Álex Sola                                 |
| 8  | PO   | Mauro Arambarri                           |
| 9  | NA   | Borja Mayoral                             |
| 10 | NA   | Bertuğ Yıldırım (wypożyczony z Rennes)    |
| 11 | PO   | Ramón Terrats (wypożyczony z Villarrealu) |
| 12 | OB   | Allan Nyom                                |

| Nr | Poz. | Piłkarz                                       |
| -- | ---- | --------------------------------------------- |
| 13 | BR   | David Soria (wicekapitan)                     |
| 14 | OB   | Juan Bernat                                   |
| 15 | OB   | Omar Alderete                                 |
| 16 | OB   | Diego Rico                                    |
| 17 | NA   | Carles Pérez (wypożyczony z Celty Vigo)       |
| 18 | NA   | Álvaro Rodríguez (wypożyczony z Realu Madryt) |
| 19 | PO   | Peter González                                |
| 20 | PO   | Yellu Santiago                                |
| 21 | OB   | Juan Iglesias                                 |
| 22 | OB   | Domingos Duarte                               |
| 24 | NA   | Juanmi (wypożyczony z Betisu)                 |

### Piłkarze na wypożyczeniu
| Nr | Poz. | Piłkarz                                              |
| -- | ---- | ---------------------------------------------------- |
| –  | PO   | Carles Aleñá (w Deportivo Alavés do 30 czerwca 2025) |

## Europejskie puchary
Legenda do wszystkich tabel:
- Q – runda eliminacyjna, 1/16, 1/8, 1/4, 1/2 – odpowiednia faza rozgrywek, Grupa – runda grupowa, 1r gr – pierwsza runda grupowa, 2r gr – druga runda grupowa, F – finał, R – runda, PO – play-off
- k. – rzuty karne, los. – losowanie, Dogr. – dogrywka, w. – zasada bramek strzelonych na wyjeździe

| Sezon   | Rozgrywki   | Runda   | Przeciwnik        | Dom     | Wyjazd  | Ogólnie        |
| ------- | ----------- | ------- | ----------------- | ------- | ------- | -------------- |
| 2007/08 | Puchar UEFA | 1R      | FC Twente         | 1–0     | 2–3     | 3–3, Dogr., w. |
| 2007/08 | Puchar UEFA | Grupa G | Tottenham Hotspur |         | 2–1     | 1. miejsce     |
| 2007/08 | Puchar UEFA | Grupa G | Hapoel Tel Awiw   | 1–2     |         | 1. miejsce     |
| 2007/08 | Puchar UEFA | Grupa G | Aalborg BK        |         | 2–1     | 1. miejsce     |
| 2007/08 | Puchar UEFA | Grupa G | RSC Anderlecht    | 2–1     |         | 1. miejsce     |
| 2007/08 | Puchar UEFA | 1/16    | AEK Ateny         | 3–0     | 1–1     | 4–1            |
| 2007/08 | Puchar UEFA | 1/8     | SL Benfica        | 1–0     | 2–1     | 3–1            |
| 2007/08 | Puchar UEFA | 1/4     | Bayern Monachium  | 3–3     | 1–1     | 4–4, Dogr., w. |
| 2010/11 | Liga Europy | PO      | APOEL FC          | 1–0     | 1–1     | 2–1, w.        |
| 2010/11 | Liga Europy | Grupa H | Odense            | 2–1     | 1–1     | 3. miejsce     |
| 2010/11 | Liga Europy | Grupa H | BSC Young Boys    | 1–0     | 0–2     | 3. miejsce     |
| 2010/11 | Liga Europy | Grupa H | VfB Stuttgart     | 0–3     | 0–1     | 3. miejsce     |
| 2019/20 | Liga Europy | Grupa C | Trabzonspor       | 1–0     | 1–0     | 2. miejsce     |
| 2019/20 | Liga Europy | Grupa C | FK Krasnodar      | 3–0     | 2–1     | 2. miejsce     |
| 2019/20 | Liga Europy | Grupa C | FC Basel          | 0–1     | 1–2     | 2. miejsce     |
| 2019/20 | Liga Europy | 1/16    | Ajax              | 2–0     | 1–2     | 3–2            |
| 2019/20 | Liga Europy | 1/8     | Inter Mediolan    | 0–2 (N) | 0–2 (N) | 0–2 (N)        |